# Klosterkirke
Ved klosterkirke forstås den kirkebygning, der indgår i et klosteranlæg. En klosterkirke er derfor som regel bygget sammen med nogle tilstødende fløje, således at den udgør den nordlige længe i et firesidet anlæg, i hvis indre man finder fratergården. Der er i det middelalderlige Danmark bevaret adskillige klosterkirker fra middelalderen i bl.a. Horsens, Århus og Ystad.
Klosterkirker er, ligesom almindelige kirker, orienteret øst-vest, således at koret befinder sig i øst. En undtagelse herfra er dog Birgittinerklostrene, hvor koret ligger i klosterkirkens vestende. Selve kirkens nærmere udformning afhænger for øvrigt i høj grad af hvilken orden der har bygget den. Klosterkirken i et tiggermunkekloster er således ikke udstyret med et kirketårn, der dog ofte kan være tilføjet i senere tider.
De fleste klostre i Danmark blev opløst ved Reformationen eller i årtierne der fulgte, men en del klosterkirker blev fortsat brugt som protestantiske sognekirker, selvom resten af klostret var blevet revet ned.